# Nado sincronizado no Campeonato Europeu de Esportes Aquáticos de 2016 - Combinação rotina livre
A prova da combinação rotina livre do nado sincronizado no Campeonato Europeu de Esportes Aquáticos de 2016 ocorreu no dia 12 de maio em Londres, no Reino Unido. 

## Calendário
| Fase  | Data       | Hora  |
| ----- | ---------- | ----- |
| Final | 12 de maio | 16:00 |

Todos os horários estão no horário local (UTC+0)

## Medalhistas
| Ouro | Prata | Bronze |
| Rússia · Vlada Chigireva · Marina Goliadkina · Svetlana Kolesnichenko · Liliia Nizamova · Alexandra Patskevich · Elena Prokofyeva · Alla Shishkina · Maria Shurochkina · Darina Valitova · Gelena Topilina · Michaėla Kalanča (reserva) | Ucrânia · Lolita Ananasova · Olena Grechykhina · Daria Iushko · Ekaterina Reznik · Oleksandra Sabada · Kateryna Sadurska · Anastasiya Savchuk · Kseniya Sydorenko · Anna Voloshyna · Olha Zolotarova · Oleksandra Kashuba (reserva) · Olga Kondrashova (reserva) | Itália · Elisa Bozzo · Beatrice Callegari · Camilla Cattaneo · Linda Cerruti · Francesca Deidda · Costanza Ferro · Manila Flamini · Gemma Galli · Mariangela Perrupato · Sara Sgarzi · Costanza Di Camillo (reserva) |

## Resultados
Esses foram os resultados da competição.
| Pos.              | Nacionalidade |         |
| Pos.              | Nacionalidade | Pontos  |
| ----------------- | ------------- | ------- |
| Medalha de ouro   | Rússia        | 96.5000 |
| Medalha de prata  | Ucrânia       | 93.4333 |
| Medalha de bronze | Itália        | 90.9333 |
| 4                 | Espanha       | 88.9000 |
| 5                 | Grécia        | 87.0000 |
| 6                 | Suíça         | 82.8333 |
| 7                 | Bielorrússia  | 81.5000 |
| 8                 | Reino Unido   | 77.9667 |
| 9                 | Alemanha      | 76.1000 |
| 10                | Portugal      | 72.0333 |